# End of the Road (film 2022)
End of the Road è un film del 2022, diretto da Millicent Shelton.

## Trama
Brenda è una donna vedova che ha da poco perso il lavoro. Carica così la sua famiglia in macchina per cambiare vita e si dirige in un'altra parte del Paese. Quando arriva nel bel mezzo del deserto del New Mexico rimane bloccata e rimane vittima di un misterioso killer che la insegue e con nessuna possibilità di chiedere un aiuto esterno.

## Distribuzione
Il film è stato distribuito sulla piattaforma Netflix dal 09 settembre 2022.